# Alvina Reynolds
Alvina Reynolds là một chính trị gia người Saint Lucia, người đại diện cho khu vực bầu cử Babonneau cho Đảng Lao động Saint Lucia từ năm 2011 đến 2016. Bà là nữ thành viên Nghị viện đầu tiên của khu vực đó. Bà là Bộ trưởng Bộ Y tế, Sức khỏe, Dịch vụ Nhân sinh và Quan hệ Giới tính. Bà giành được ghế trong cuộc tổng tuyển cử năm 2011 và mất ghế trong cuộc tổng tuyển cử năm 2016. Bà tốt nghiệp bằng Cử nhân Triết học về Giáo dục (BPhil) từ Đại học Birmingham năm 1997.